# Jan Świętek
Jan Świętek (ur. 5 stycznia 1859 w Targowisku, zm. 3 czerwca 1926 w Krakowie) – folklorysta i etnograf amator. Z zawodu był inspektorem kolejowym. Napisał m.in.: Lud nadrabski od Gdowa po Bochnię. Obraz etnograficzny (1893); Zwyczaje i pojęcia prawne ludu nadrabskiego (1897); Borowa (1904); O dotychczasowych badaniach nad wierzeniami ludu polskiego i postulaty na przyszłość (1900). Pierwsza z wymienionych prac Lud nadrabski... jest obszerną, 700-stronicową monografią, zawierającą rozległy opis kultury materialnej i społecznej, zbiór 555 pieśni, 81 gadek, 128 zagadek, 800 przysłów i zwrotów przysłowiowych, a także duży słownik wyrazów gwarowych, prawidłowo usystematyzowany przegląd wierzeń i dokładne opisy zwyczajów.

## Życiorys
Urodził się 5 stycznia 1859 we wsi Targowisko pod Kłajem (pow. bocheński), jako syn Piotra i Urszuli z Wątorków. Ojciec był niezamożnym rolnikiem, gospodarował na czterech morgach gruntu. Jan miał pięcioro rodzeństwa, trzech braci i dwie siostry, wszyscy oprócz niego pozostali w rodzinnej wsi. Starszy brat Stanisław, nauczyciel szkółki zimowej w Targowisku, pomagał Janowi zbierać materiały ludoznawcze. 
Jan Świętek pierwsze nauki pobierał w miejscu urodzenia. W 1872 r. zdał egzamin do niższego gimnazjum w Bochni, a ukończywszy je z bardzo dobrymi stopniami, przeniósł się do Krakowa. Tam kontynuował naukę w Gimnazjum Św. Anny, w którym zdał maturę. Nie mając środków na studia uniwersyteckie, przyjął posadę urzędnika kolejowego na prowincji (kolejno Tuchów, Ptaszkowa k. Nowego Sącza, Płaszów pod Krakowem), skąd został przeniesiony na stanowisko inspektora krakowskiej dyrekcji Kolei Państwowych. Osiadł w Krakowie na stałe, utrzymując się z urzędniczej pensji. W 1923 roku przeszedł na emeryturę. 
Był żonaty z Anną Jach, miał trzy córki: Teofilę, Ludmiłę, Bogumiłę oraz syna Tadeusza. 
Zmarł nagle 3 czerwca 1926 roku w Krakowie. Pochowany został na cmentarzu na Salwatorze, w grobowcu rodzinnym, obok żony i córki Teofili. 

## Dzieło
Od lat młodzieńczych zainteresowania Jana Świętka kierowały się ku kulturze ludowej i ludoznawstwu, pochłaniając cały jego czas wolny od pracy zawodowej. Prowadził badania terenowe w różnych miejscowościach dawnej Galicji, poczynając od rodzinnej wsi i jej okolic. Posługiwał się też metodą korespondencyjną, kierując m.in. do „światłych włościan” apele o nasyłanie materiałów ludoznawczych. W trakcie badań terenowych korzystał głównie z kwestionariusza Bronisława Teodora Grabowskiego (Kwestionariusz dla zbierających zwyczaje i pojęcia prawne u ludu po wsiach i miasteczkach, „Wisła” 3, 1889). 
Pierwszą ważną pracą Jana Świętka była obszerna, poświęcona ziemi rodzinnej monografia Lud nadrabski, od Gdowa po Bochnię. Przedstawienie jej na Komisji Antropologicznej AU, uwieńczone zakwalifikowaniem do druku, zadecydowało o przyjęciu autora w poczet członków Sekcji Etnograficznej tej komisji (1882). Kolejną publikacją ogłoszoną drukiem zostało dopełnienie poprzedniej monografii - Pojęcia i zwyczaje prawne ludu nadrabskiego. Za obie wymienione prace autor otrzymał nagrodę fundacji Kochmana w konkursie literackim we Lwowie w 1898 r. W kolejnych latach publikował artykuły na łamach „Ludu”. 
4 grudnia 1898 z inicjatywy Jana Świętka powstał krakowski oddział Towarzystwa Ludoznawczego, którego został pierwszym prezesem. Nakreślił wówczas ambity, bardzo szeroki program badań oddziału, mający na celu przygotowanie monografii okolic Krakowa, jednak po paru latach ustąpił z prezesury, zrażony krytycznymi uwagami w „Ludzie”. 

## Wybrane publikacje
- Lud nadrabski, od Gdowa po Bochnię, Kraków 1893
- Pojęcia i zwyczaje prawne ludu nadrabskiego, Materiały Antropologiczno-Archeologiczne i Etnograficzne, 1, 1886; 2, 1897
- Przeżytki zebrane w latach 1891-1903 wśród ludu polskiego w Galicji, (arch. MEK, poz. 654)